# Bercel
Bercel là một thị trấn thuộc hạt Nógrád, Hungary. Thị trấn này có diện tích 35,88 km², dân số năm 2010 là 2022 người, mật độ 56 người/km².